# Eccica-Suarella
Eccica-Suarella est une commune française située dans le département de la Corse-du-Sud et le territoire de la collectivité de Corse. Elle appartient à l'ancienne piève de Cauro.

## Urbanisme

### Typologie
Au 1er janvier 2024, Eccica-Suarella est catégorisée commune rurale à habitat dispersé, selon la nouvelle grille communale de densité à sept niveaux définie par l'Insee en 2022.
Elle est située hors unité urbaine. Par ailleurs la commune fait partie de l'aire d'attraction d'Ajaccio, dont elle est une commune de la couronne,. Cette aire, qui regroupe 79 communes, est catégorisée dans les aires de 50 000 à moins de 200 000 habitants,.

### Occupation des sols
L'occupation des sols de la commune, telle qu'elle ressort de la base de données européenne d’occupation biophysique des sols Corine Land Cover (CLC), est marquée par l'importance des forêts et milieux semi-naturels (58,4 % en 2018), néanmoins en diminution par rapport à 1990 (59,6 %). La répartition détaillée en 2018 est la suivante :
forêts (52,4 %), zones agricoles hétérogènes (28,9 %), cultures permanentes (9,3 %), espaces ouverts, sans ou avec peu de végétation (5 %), zones urbanisées (3,3 %), milieux à végétation arbustive et/ou herbacée (1 %). L'évolution de l’occupation des sols de la commune et de ses infrastructures peut être observée sur les différentes représentations cartographiques du territoire : la carte de Cassini (XVIIIe siècle), la carte d'état-major (1820-1866) et les cartes ou photos aériennes de l'IGN pour la période actuelle (1950 à aujourd'hui).

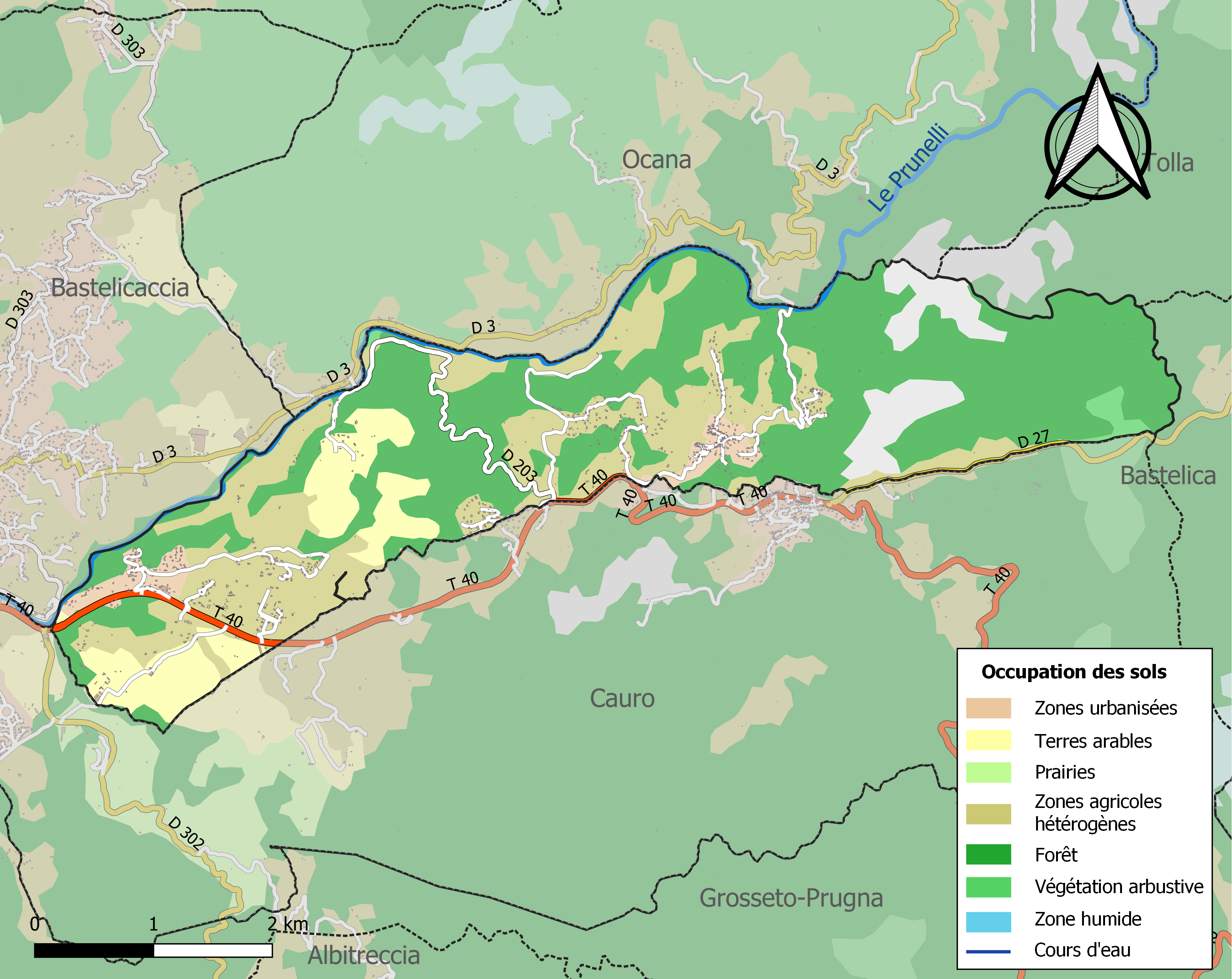
Carte des infrastructures et de l'occupation des sols de la commune en 2018 (CLC).

## Histoire
- Des sépultures d'immigrés corses, morts à Rome en 1531 et originaires de Suarella, attestent donc de l'existence du village au XVIe siècle, voire au XVe...
- Des mentions sont faites, dans le cadastre napoléonien et dans celui du plan terrier (1793), de ruines d'un château sur les hauteurs d'Eccica ce qui pourrait confirmer l'origine médiévale du premier village.

## Politique et administration

### Liste des maires
| Période                                  | Période  | Identité                    | Étiquette | Qualité                        |
| ---------------------------------------- | -------- | --------------------------- | --------- | ------------------------------ |
| 1789                                     | 1789     | Antonio Desanti             |           |                                |
| 1789                                     | ?        | Gio-Batta Folacci           |           |                                |
| 1808                                     | ?        | Matteo Folacci              |           |                                |
| 1836                                     | 1858     | Dominique Desanti           |           |                                |
| 1872                                     | ?        | Charles Cuttoli             |           |                                |
| 1890                                     | ?        | Gio-Antonio Poli            |           |                                |
| ?                                        | ?        | Colonel Padovani            |           |                                |
| ?                                        | ?        | Jean Seta                   |           |                                |
| ?                                        | ?        | Juliette Seta               |           |                                |
| 1977 ?                                   | 1986?    | Louis Bujoli                |           |                                |
| 1988                                     | 1994     | Paul-François Pellegrinetti | DVG       | Conseiller général (1992-1998) |
| 1994                                     | 2001     | Paul-François Pellegrinetti | DVG       | Conseiller général (1992-1998) |
| 2001                                     | 2008     | Paul-François Pellegrinetti | DVG       | Conseiller général (2004)      |
| 2008                                     | 2014     | Paul-François Pellegrinetti | DVG       | Conseiller général             |
| 2014                                     | En cours | Pierre Poli                 | PNC       | conseiller territorial         |
| Les données manquantes sont à compléter. |          |                             |           |                                |

En 1794, le député de la commune d'Eccica-Suarella au sein du royaume anglo-Corse est Gio-Batta Flori.

## Démographie
L'évolution du nombre d'habitants est connue à travers les recensements de la population effectués dans la commune depuis 1800. Pour les communes de moins de 10 000 habitants, une enquête de recensement portant sur toute la population est réalisée tous les cinq ans, les populations de référence des années intermédiaires étant quant à elles estimées par interpolation ou extrapolation. Pour la commune, le premier recensement exhaustif entrant dans le cadre du nouveau dispositif a été réalisé en 2005.

En 2022, la commune comptait 1 369 habitants, en évolution de +17,81 % par rapport à 2016 (Corse-du-Sud : +7,61 %, France hors Mayotte : +2,11 %).
| 1800 | 1806 | 1821 | 1831 | 1836 | 1841 | 1846 | 1851 | 1856 |
| ---- | ---- | ---- | ---- | ---- | ---- | ---- | ---- | ---- |
| 412  | 470  | 507  | 527  | 575  | 561  | 616  | 625  | 601  |

| 1861 | 1866 | 1872 | 1876 | 1881 | 1886 | 1891 | 1896 | 1901 |
| ---- | ---- | ---- | ---- | ---- | ---- | ---- | ---- | ---- |
| 667  | 677  | 631  | 612  | 600  | 705  | 753  | 742  | 883  |

| 1906 | 1911 | 1921 | 1926 | 1931 | 1936 | 1946 | 1954 | 1962 |
| ---- | ---- | ---- | ---- | ---- | ---- | ---- | ---- | ---- |
| 918  | 974  | 849  | 837  | 801  | 713  | 391  | 369  | 330  |

| 1968 | 1975 | 1982 | 1990 | 1999 | 2005 | 2006 | 2010  | 2015  |
| ---- | ---- | ---- | ---- | ---- | ---- | ---- | ----- | ----- |
| 313  | 329  | 503  | 570  | 684  | 828  | 834  | 1 030 | 1 130 |

| 2020  | 2022  | - | - | - | - | - | - | - |
| ----- | ----- | - | - | - | - | - | - | - |
| 1 353 | 1 369 | - | - | - | - | - | - | - |

## Lieux et monuments
- Église Saint-Thomas d'Eccica-Suarella.
- Chapelle de Suarella.

## Personnalités liées à la commune
- Nonce Bienelli (1912-1975) ; grand résistant et un des responsables du Front national en 1942-1943. À l'origine de la création d'une cellule du PCF à Ajaccio, en 1933. Membre du Front national de la résistance en Corse, responsable du Cortenais, pendant la Seconde Guerre mondiale. Arrêté par l'OVRA en 1943, il est condamné à 35 ans de prison et déporté en Italie. Il est libéré en 1944. Premier adjoint au maire d'Ajaccio de 1945 à 1947. Il quitte la Corse en 1948 et devient militant syndical CGT à la SNECMA-Billancourt. En 1972, il rentre à Ajaccio où il tente de relancer le PCF local. Il disparaît brutalement dans sa demeure, à Eccica Suarella, en 1975.
- Santo Folacci ; nommé en 1756 commissaire général de la Régence du "Dilà dai monti" (Corse du sud, lors de l'indépendance de l’île). 
 En décembre 1757, il accompagne Pasquale Paoli lors de sa tournée dans le Dilà. En décembre 1759, il est élu Présidente des pièves de Cauro et Celavu. En septembre 1761, avec les partisans de la république de Gênes et les paolistes, éphémèrement unis contre Antoniu Colonna di Bozzi, il marche à la tête de ses hommes, sur Zigliarà, où ce dernier s’est réfugié. En 1765, trois Bonifaciens décident de livrer Bunifaziu aux Naziunali. L’attaque doit avoir lieu par terre et par mer. Il se présente donc devant les portes de la ville, avec une troupe nombreuse, tandis d’autres Naziunali arrivent par mer après avoir embarqué à Campomoro. Mais les Génois ayant été prévenus, et les soutiens intérieurs prévus ne se manifestant pas, l’expédition se soldera par un échec. Il meurt le 21 janvier 1769 à Corte.
- Domenico Fumaroli (1856-1936); auteur, publiant sous le pseudonyme de "Ceppo D'Ogliastro".
- Marc Fumaroli (1932); membre de l'Académie française, professeur au Collège de France, président de la Société des Amis du Louvre, commandeur de la Légion d'honneur.